# Championnats des quatre continents de patinage artistique 2023
Navigation
Édition précédente Édition suivante
Les Championnats des quatre continents de patinage artistique 2023 ont lieu du 7 au 12 février 2023 à la World Arena de Colorado Springs aux États-Unis. C'est la quatrième fois que la capitale coloradienne organise les championnats des quatre continents après les éditions de 2006, 2007 et 2012.

## Qualifications
Les patineurs sont éligibles à l'épreuve s'ils représentent une nation non européenne membre de l'Union internationale de patinage (International Skating Union en anglais) et s'ils ont atteint l'âge de 15 ans avant le 1er juillet 2022 dans leur pays de naissance. La compétition correspondante pour les patineurs européens est le championnat d'Europe 2023. Les fédérations nationales sélectionnent leurs patineurs en fonction de leurs propres critères, mais l'Union internationale de patinage exige un score minimum d'éléments techniques (Technical Elements Score en anglais) lors d'une compétition internationale avant les championnats des Quatre Continents.

### Score minimum d'éléments techniques
L'Union internationale de patinage stipule que les notes minimales doivent être obtenues lors d'une compétition internationale senior reconnue par elle-même au cours de la saison en cours ou précédente, au plus tard 21 jours avant le premier jour d'entraînement officiel.
| Score minimum d'éléments techniques                                                         | Score minimum d'éléments techniques | Score minimum d'éléments techniques |
| Discipline                                                                                  | Programme court                     | Programme libre                     |
| Messieurs                                                                                   | 28.00                               | 46.00                               |
| Dames                                                                                       | 25.00                               | 42.00                               |
| Couples                                                                                     | 25.00                               | 42.00                               |
| Danse sur glace                                                                             | 28.00                               | 45.00                               |
| ------------------------------------------------------------------------------------------- | ----------------------------------- | ----------------------------------- |
| Les scores des programmes courts et libres peuvent être obtenus à différentes compétitions. |                                     |                                     |

### Nombre d'inscriptions par discipline
Chaque nation membre qualifiée peut avoir jusqu'à trois inscriptions par discipline.

## Podiums
| Épreuves                            | Or                          | Argent                                       | Bronze                                   |
| ----------------------------------- | --------------------------- | -------------------------------------------- | ---------------------------------------- |
| Messieurs résultats détaillés       | Kao Miura                   | Keegan Messing                               | Shun Sato                                |
| Dames résultats détaillés           | Lee Hae-in                  | Kim Ye-lim                                   | Mone Chiba                               |
| Couples résultats détaillés         | Riku Miura / Ryuichi Kihara | Emily Chan / Spencer Howe                    | Deanna Stellato-Dudek / Maxime Deschamps |
| Danse sur glace résultats détaillés | Madison Chock / Evan Bates  | Laurence Fournier Beaudry / Nikolaj Sørensen | Marjorie Lajoie / Zachary Lagha          |

## Tableau des médailles
| Rang  | Nation       | Or | Argent | Bronze | Total |
| ----- | ------------ | -- | ------ | ------ | ----- |
| 1     | Japon        | 2  | 0      | 2      | 4     |
| 2     | Corée du Sud | 1  | 1      | 0      | 2     |
| 2     | États-Unis   | 1  | 1      | 0      | 2     |
| 4     | Canada       | 0  | 2      | 2      | 4     |
| Total | Total        | 4  | 4      | 4      | 12    |

## Détails des compétitions

### Messieurs
| Rang | Nom                   | Pays             | Points | Programme court | Programme court | Programme libre | Programme libre |
| ---- | --------------------- | ---------------- | ------ | --------------- | --------------- | --------------- | --------------- |
| 1    | Kao Miura             | Japon            | 281.53 | 1               | 91.90           | 1               | 189.63          |
| 2    | Keegan Messing        | Canada           | 275.57 | 2               | 86.70           | 2               | 188.87          |
| 3    | Shun Sato             | Japon            | 259.14 | 6               | 80.81           | 3               | 178.33          |
| 4    | Cha Jun-hwan          | Corée du Sud     | 250.14 | 5               | 83.77           | 4               | 166.37          |
| 5    | Mikhail Shaidorov     | Kazakhstan       | 237.14 | 12              | 72.43           | 5               | 164.71          |
| 6    | Lee Si-hyeong         | Corée du Sud     | 227.79 | 14              | 70.38           | 6               | 157.41          |
| 7    | Jin Boyang            | Chine            | 227.47 | 4               | 85.32           | 10              | 142.15          |
| 8    | Conrad Orzel          | Canada           | 226.10 | 7               | 80.09           | 7               | 146.01          |
| 9    | Jimmy Ma              | États-Unis       | 221.04 | 3               | 86.64           | 13              | 134.40          |
| 10   | Maxim Naumov          | États-Unis       | 218.71 | 8               | 75.96           | 9               | 142.75          |
| 11   | Koshiro Shimada       | Japon            | 217.85 | 10              | 74.96           | 8               | 143.79          |
| 12   | Kyeong Jae-seok       | Corée du Sud     | 211.98 | 9               | 75.30           | 12              | 136.68          |
| 13   | Stephen Gogolev       | Canada           | 209.76 | 11              | 72.82           | 11              | 136.94          |
| 14   | Liam Kapeikis         | États-Unis       | 198.00 | 13              | 71.43           | 14              | 126.57          |
| 15   | Chen Yudong           | Chine            | 184.41 | 15              | 67.93           | 16              | 116.48          |
| 16   | Dias Jirenbayev       | Kazakhstan       | 183.42 | 18              | 57.67           | 15              | 125.75          |
| 17   | Edrian Paul Celestino | Philippines      | 166.92 | 16              | 66.83           | 19              | 100.09          |
| 18   | Darian Kaptich        | Australie        | 166.13 | 17              | 58.22           | 17              | 107.91          |
| 19   | Rakhat Bralin         | Kazakhstan       | 160.20 | 19              | 54.25           | 18              | 105.95          |
| 20   | Pagiel Yie Ken Sng    | Singapour        | 138.83 | 20              | 48.52           | 20              | 90.31           |
| 21   | Douglas Gerber        | Nouvelle-Zélande | 125.95 | 21              | 40.75           | 21              | 85.20           |
| 22   | Lap Kan Yuen          | Hong Kong        | 117.04 | 22              | 36.33           | 22              | 80.71           |

### Dames
| Rang    | Nom                         | Pays             | Points | Programme court | Programme court | Programme libre | Programme libre |
| ------- | --------------------------- | ---------------- | ------ | --------------- | --------------- | --------------- | --------------- |
| 1       | Lee Hae-in                  | Corée du Sud     | 210.84 | 6               | 69.13           | 1               | 141.71          |
| 2       | Kim Ye-lim                  | Corée du Sud     | 209.29 | 1               | 72.84           | 3               | 136.45          |
| 3       | Mone Chiba                  | Japon            | 204.98 | 7               | 67.28           | 2               | 137.70          |
| 4       | Kim Chae-yeon               | Corée du Sud     | 202.39 | 3               | 71.39           | 5               | 131.00          |
| 5       | Rinka Watanabe              | Japon            | 200.50 | 8               | 65.60           | 4               | 134.90          |
| 6       | Bradie Tennell              | États-Unis       | 199.91 | 5               | 69.49           | 6               | 130.42          |
| 7       | Amber Glenn                 | États-Unis       | 192.50 | 4               | 69.63           | 8               | 122.87          |
| 8       | Hana Yoshida                | Japon            | 189.60 | 10              | 59.82           | 7               | 129.78          |
| 9       | Sara-Maude Dupuis           | Canada           | 170.67 | 12              | 51.68           | 9               | 118.99          |
| 10      | Madeline Schizas            | Canada           | 159.73 | 9               | 60.11           | 10              | 99.62           |
| 11      | Justine Miclette            | Canada           | 149.56 | 13              | 51.24           | 11              | 98.32           |
| 12      | Jocelyn Hong                | Nouvelle-Zélande | 148.33 | 11              | 52.02           | 12              | 96.31           |
| 13      | Ting Tzu-Han                | Taipei chinois   | 140.51 | 17              | 45.19           | 13              | 95.32           |
| 14      | Tara Prasad                 | Inde             | 133.15 | 14              | 46.04           | 14              | 87.11           |
| 15      | Joanna So                   | Hong Kong        | 132.99 | 15              | 45.90           | 15              | 87.09           |
| 16      | Anna Levkovets              | Kazakhstan       | 129.26 | 16              | 45.53           | 16              | 83.73           |
| 17      | Sofiya Farafonova           | Kazakhstan       | 126.48 | 18              | 44.66           | 17              | 81.82           |
| 18      | Vlada Vasiliev              | Australie        | 113.95 | 21              | 40.13           | 18              | 73.82           |
| 19      | Cheung Cheuk Ka Kahlen      | Hong Kong        | 104.38 | 22              | 39.58           | 19              | 64.80           |
| 20      | Chow Hiu Yau                | Hong Kong        | 100.16 | 20              | 42.10           | 21              | 58.06           |
| 21      | Bagdana Rakhishova          | Kazakhstan       | 95.58  | 23              | 35.96           | 20              | 59.62           |
| Abandon | Isabeau Levito              | États-Unis       |        | 2               | 71.50           | NC              | NC              |
| Abandon | Sofia Lexi Jacqueline Frank | Philippines      |        | 19              | 43.82           | NC              | NC              |

### Couples
| Rang    | Nom                                      | Pays        | Points | Programme court | Programme court | Programme libre | Programme libre |
| ------- | ---------------------------------------- | ----------- | ------ | --------------- | --------------- | --------------- | --------------- |
| 1       | Riku Miura / Ryuichi Kihara              | Japon       | 208.24 | 1               | 71.19           | 1               | 137.05          |
| 2       | Emily Chan / Spencer Howe                | États-Unis  | 201.11 | 3               | 66.96           | 2               | 134.15          |
| 3       | Deanna Stellato-Dudek / Maxime Deschamps | Canada      | 193.84 | 2               | 68.39           | 3               | 125.45          |
| 4       | Lia Pereira / Trennt Michaud             | Canada      | 186.33 | 4               | 65.16           | 4               | 121.17          |
| 5       | Valentina Plazas / Maximiliano Fernandez | États-Unis  | 169.09 | 5               | 60.07           | 6               | 109.02          |
| 6       | Ellie Kam / Daniel O'Shea                | États-Unis  | 168.69 | 7               | 57.49           | 5               | 111.20          |
| 7       | Kelly Ann Laurin / Loucas Éthier         | Canada      | 167.67 | 6               | 59.12           | 7               | 108.55          |
| 8       | Zhang Siyang / Yang Yongchao             | Chine       | 153.76 | 8               | 56.10           | 8               | 97.66           |
| 9       | Isabella Gamez / Alexander Korovin       | Philippines | 113.48 | 10              | 39.69           | 9               | 73.79           |
| Abandon | Wang Huidi / Jia Ziqi                    | Chine       |        | 9               | 53.65           | NC              | NC              |

### Danse sur glace
| Rang    | Nom                                          | Pays             | Points | Danse rythmique | Danse rythmique | Danse libre | Danse libre |
| ------- | -------------------------------------------- | ---------------- | ------ | --------------- | --------------- | ----------- | ----------- |
| 1       | Madison Chock / Evan Bates                   | États-Unis       | 220.81 | 1               | 87.67           | 1           | 133.14      |
| 2       | Laurence Fournier Beaudry / Nikolaj Sørensen | Canada           | 214.08 | 2               | 86.28           | 2           | 127.80      |
| 3       | Marjorie Lajoie / Zachary Lagha              | Canada           | 200.00 | 3               | 79.04           | 3           | 120.96      |
| 4       | Christina Carreira / Anthony Ponomarenko     | États-Unis       | 189.78 | 4               | 76.97           | 5           | 112.81      |
| 5       | Caroline Green / Michael Parsons             | États-Unis       | 186.88 | 5               | 69.99           | 4           | 116.89      |
| 6       | Marie-Jade Lauriault / Romain Le Gac         | Canada           | 171.35 | 8               | 62.03           | 6           | 109.32      |
| 7       | Misato Komatsubara / Tim Koleto              | Japon            | 165.71 | 6               | 66.72           | 8           | 98.99       |
| 8       | Holly Harris / Jason Chan                    | Australie        | 162.69 | 9               | 60.71           | 7           | 101.98      |
| 9       | Kana Muramoto / Daisuke Takahashi            | Japon            | 160.24 | 7               | 64.59           | 9           | 95.65       |
| 10      | Charlotte Lafond-Fournier / Richard Kam      | Nouvelle-Zélande | 144.19 | 10              | 53.79           | 10          | 90.40       |
| 11      | India Nette / Eron Westwood                  | Australie        | 117.76 | 11              | 45.89           | 11          | 71.87       |
| 12      | Gaukhar Nauryzova / Boyisangur Datiev        | Kazakhstan       | 114.46 | 12              | 43.84           | 12          | 70.62       |
| Forfait | Wang Shiyue / Liu Xinyu                      | Chine            | NC     | NC              | NC              | NC          | NC          |